# Station Champagnole
Station Champagnole is een spoorwegstation in de Franse gemeente Champagnole. Het ligt aan de spoorlijn Andelot-en-Montagne - La Cluse.
Het wordt bediend door treinen van het netwerk TER Bourgogne-Franche-Comté op de verbindingen Dole - Saint-Claude en Dole - Pontarlier.